# Inextricable Zenith
Inextricable Zenith – drugi mini-album projektu muzycznego The Berzerker. Wydano go w roku 1998. 
Styl w przeciwieństwie do Full of Hate, bardziej podchodzi pod speedcore, niż gabber. Na płycie znalazł się cover techno piosenki Once Upon a Cross, amerykańskiej grupy Deicide.

## Lista utworów
1. "Back in Aus" - (04:11)
2. "Get off the Road" - (05:21)
3. "Freedom" - (04:35)
4. "Once Upon a Cross" - (02:11)
5. "Evil Worlds Beyond" - (05:35)
6. "Fuckin' Shit" - (00:04)

## Twórcy
- Luke Kenny - produkcja